# Genpei Akasegawa
]
Genpei Akasegawa (Yokohama, 27 marzo 1937 – Tokyo, 26 ottobre 2014) è stato un artista giapponese.
Utilizzò il soprannome Katsuhiko Otsuji per le sue opere letterarie.

## Biografia
Nacque nel 1937 a Yokohama, e durante la sua infanzia si trasferì ad Ashiya, Oita e Nagoya a causa del lavoro del padre, al tempo magazziniere. Nel 1960 entrò in contatto con attivisti Neo-Dada come Ushio Shinohara, Shusaku Arakawa, e Masanobu Yoshimura. Fondò l'Hi-Red Center con Jiro Takamatsu e Natsuyuki Nakanishi nel 1963, un trio di performance art impegnato nell'esecuzione di happening in Giappone. Akasegawa era inoltre associato al movimento d'avanguardia.
Negli anni settanta coniò l'idea di Iper-Arte, un tipo di arte concettuale che vedeva pezzi di vecchie costruzioni o altri oggetti come opere d'arte nonostante non venissero intesi in questa maniera da nessun altro (Ready-made). A questo tipo di arte diede il nome di Hyperart Thomasson e pubblicò fotografie di opere prima nella rivista Shashin Jidai e successivamente in altri libri.
Sotto lo pseudonimo di Katsuhiko Otsuji, ricevette il premio Akutagawa nel 1981 per il racconto breve Chichi ga kieta. Akasegawa è noto per molti saggi umoristici, e il suo libro del 1998 Rōjinryoku è stato un bestseller.
Akasegawa era appassionato di vecchie macchine fotografiche, in particolare Leica, e dal 1992 al 2009 si unì a Yutaka Takanashi e Yūtokutaishi Akiyama nel gruppo di fotografi Raika Dōmei, che ha tenuto numerose mostre.

## Il caso delle banconote da1 000yen
Nel gennaio 1963, Akasegawa distribuì inviti per una sua mostra in una galleria a Tokyo. Il biglietto d'invito, inviato per posta a diversi suoi amici, consisteva nella parte frontale in una riproduzione di una banconota monocromatica da 1 000 yen, mentre nel retro erano presenti informazioni riguardanti la mostra. Produsse ulteriori biglietti d'invito simili durante il corso dell'anno.
Nel gennaio del 1964, la sua riproduzione parziale della banconota da 1 000 yen divenne nota alla polizia che lo accusò di essere un falsario, avendo violato la legge del 1894 che vietava l'imitazione della moneta, nonostante si trattasse di fini artistici. La legge era piuttosto vaga, e proibiva la creazione e la vendita di oggetti che potessero somigliare esteticamente con la valuta giapponese, e che potessero quindi essere confusi come moneta reale. Nell'agosto 1966 iniziò il processo legale a carico dell'artista, conosciuto come "il caso della banconota da 1 000 yen". Akasegawa fu dichiarato colpevole nel giugno del 1967 con una sospensione condizionale della pena di tre mesi. La Corte Suprema confermò l'atto d'accusa del tribunale di grado inferiore nel 1970, condannando l'artista a tre mesi di carcere e a un anno di libertà vigilata.

## Pubblicazioni
- G. Akasegawa, Obuje o motta musansha (オブジェを持った無産者), Gendai Shisōsha, Tokyo 1970.
- G. Akasegawa, Tuihō sareta yajiuma (追放された野次馬), Gendai Hyōronsha, Tokyo 1972.
- G. Akasegawa, Sakura gahō gekidō no sen nihyaku gojū ichi (桜画報・激動の千二百五十日), Seirindō, Tokyo 1974.
- G. Akasegawa, Yume dorobō: Suimin hakubutsushi (夢泥棒：睡眠博物誌), Gakugei Shorin, Tokyo 1975.
- G. Akasegawa, Chōgeijutsu Tomason (超芸術トマソン), Byakuya Shobō, Tokyo 1985.
- G. Akasegawa, Yume dorobō: Suimin hakubutsushi (夢泥棒：睡眠博物誌), Gakugei Shorin, Tokyo 1975, ISBN 4-480-02189-2. Traduzione inglese: Hyperart: Thomasson., Kaya Press, New York 2010, ISBN 978-1-885030-46-7.
- G. Akasegawa, Tōkyō mikisā keikaku (東京ミキサー計画), Parco, Tokyo 1984. Ristampa: Chikuma Shobō, Tokyo 1994, ISBN 4-480-02935-4.
- G. Akasegawa, Rōjinryoku (老人力), Chikuma Shobō, Tokyo 1998. ISBN 978-4-480-81606-1. Ristampa: Chikuma Shobō, Tokyo 2001, ISBN 978-4-480-03671-1.